# لويس بلايريو

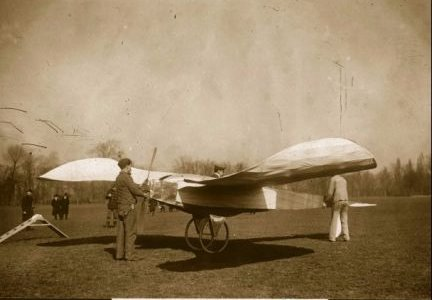
The Blériot V canard monoplane, built in January 1907

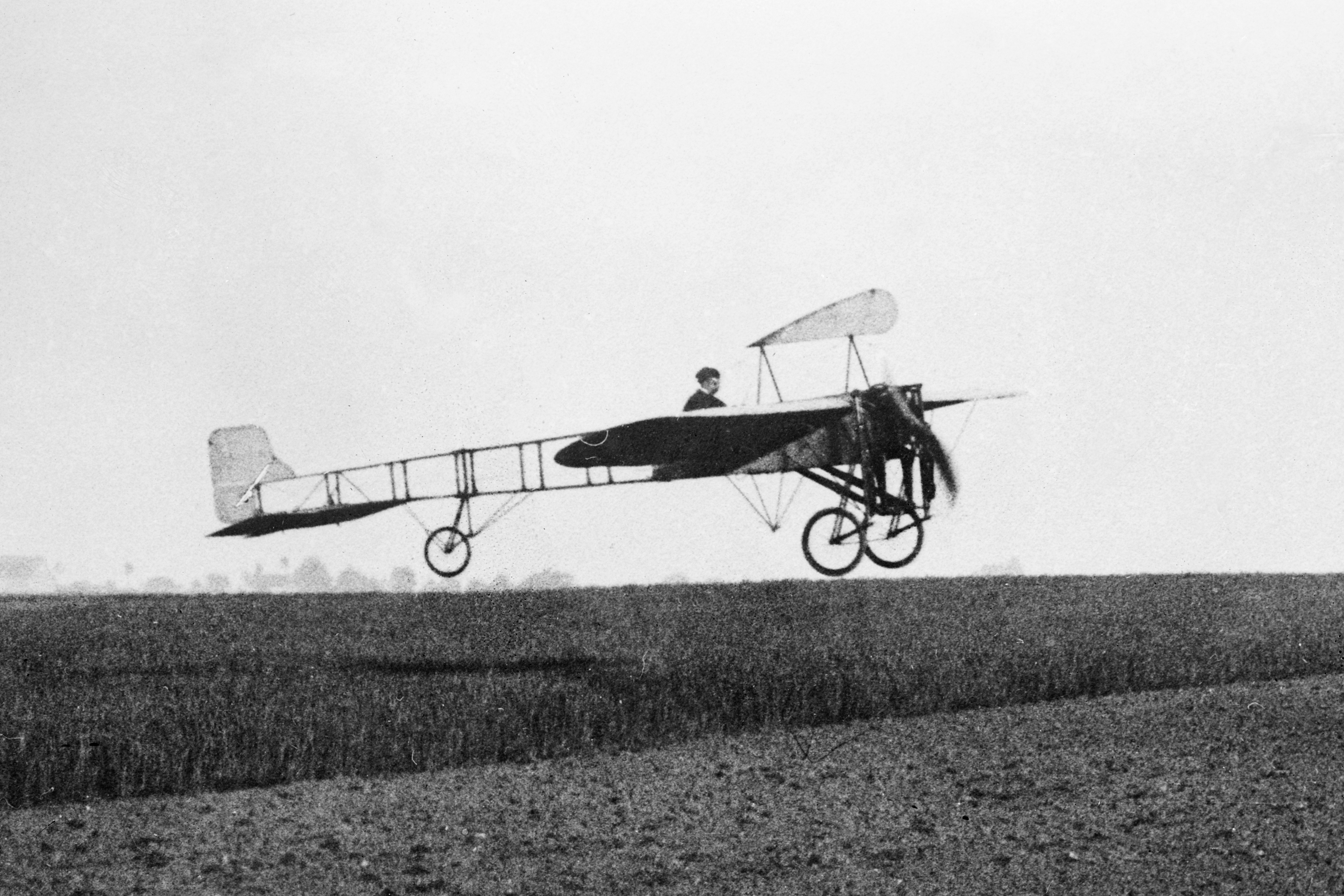
أول طائرة من نوع بلايريو الحادية عشر في بدايات عام 1909

لويس تشارلز جوزيف بلايريو (بالفرنسية: Louis Blériot)‏ (مواليد 1 يوليو 1872 - الوفاة 1 أغسطس 1936) رائد الطيران الفرنسي. كان طيارًا ومخترعًا ومهندسًا.بدأ بصناعة فوانيس إنارة السيارات والطائرات، والدراجات النارية. وهو أول من طور كشافات الإنارة للسيارات وحقق تجارة مربحة من تصنيعها، استخدم ثروته لتمويل محاولاته لبناء وصنع الطائرات. وفي 25 يوليو 1909، أصبح أول شخص في العالم يقوم بأول رحلة طيران عبر القنال الإنجليزي في طائرة أثقل من الهواء من نوع بلايريو الحادية عشر (بالإنجليزية: Blériot XI)‏، والفوز بالجائزة التي تقدمها صحيفة ديلي ميل وقيمتها 1000 جنية استرليني. ويعتبر بلايريو أيضا، أول من صنع طائرة أحادية السطح تعمل بمحركات. كما أنه مؤسس شركة تصنيع الطائرات الناجحة المعروفة باسم بلايريو ايروناتيك.

## تجارب الطيران الأولى
اهتم بلايريو بالطيران حين كان في إيكول سنترال (أو المدرسة المركزية)، لكن، على الأرجح، ما ألهمه للقيام بتجربته الجادة هو رؤية الطائرة ثلاثة لكليمان آدر في العرض العالمي عام 1900. بحلول ذلك الوقت كان عمله وتجارته المتعلقان بالمصابيح الأمامية جيدين بما فيه الكفاية ليتمكن من تخصيص الوقت والمال للتجارب. كانت تجاربه الأولى عبارة عن سلسلة غير ناجحة من الطائرات الخفاقة (الأورنيثوبتر). في شهر أبريل عام 1905، قابل بلايريو غابرييل فويسن، ثم عمل لدى إرنست أرشديكون لتقديم المساعدة في طائراته الشراعية التجريبية.
كان بلايريو من المتفرجين على تجارب فويسن الأولى على الطائرة الشراعية العائمة التي صنعها في 8 يونيو عام 1905. كان التصوير السينمائي من بين هوايات بلايريو، وصُوّرت لقطات هذا التحليق من قِبله. شجعه نجاح هذه التجارب على طلب آلة مشابهة من فويسن، وهي طائرة بلايريو اثنان الشراعية. في 18 يوليو نُفذت محاولة للتحليق بهذه الطائرة، وانتهت بحادث تحطم كاد فويسن يغرق بسببه، لكن هذا لم يردع بلايريو. وبالفعل، اقترح على فويسن التوقف عن العمل لصالح أرشديكون وأن يدخل بشراكة معه. قبِل فويسن العرض، وأسس الرجلان ورشة طيران إدوارد سوركوف وبلايريو وفويسن. نَشُطت بين 1905 و1906، صنعت الشركة طائرتين تعملان بطاقة محرك (نظام دفع داخلي)، بلايريو الثالثة وبلايريو الرابعة، وهي إلى حد كبير عبارة عن إعادة بناء لسابقتها. شُغلت كلتا هاتين الطائرتين بمحركات شركة أنطوانيت خفيفة الوزن والمطورة من قِبل ليون ليفافاسور. أصبح بلايريو حامل أسهم في الشركة، وانضم في مايو عام 1906 إلى مجلس الإدارة.
تضررت بلايريو الرابعة في حادثٍ حين سيرها على المدرج في باغاتيل يوم 12 نوفمبر عام 1906. تفاقمت خيبة أمل فشل طائرته، بنجاح ألبرتو سانتوس دومون لاحقًا في ذلك اليوم، حين تمكن من التحليق بطائرته 14- بيس («الطير الجارح») والطيران بها مسافة 220 متر، محرزًا جائزة نادي الطيران الفرنسي لأول رحلة طيران تتخطى 100 متر. جرى هذا أيضًا في باغاتيل، وشهده بلايريو. فُضت الشراكة مع فويسن وأسس بلايريو عمله الخاص، أبحاث طيران لويس بلايريو (بلايريو ايرونايتك)، إذ بدأ بتصنيع طائرته الخاصة، مُختبرًا عدة تشكيلات وشكّل في النهاية أول طائرة أحادية السطح تعمل بطاقة محرك ناجحة في العالم.
أولى هذه الطائرات كانت بلايريو الخامسة ذات نموذج شكل البطة، التي جُربت أول مرة يوم 21 مارس عام 1907، قيّد بلايريو تجاربه حينها على تشغيل المحركات والسير على الأرض، ما أدى إلى تتضرر الهيكل السفلي. أُجريت تجربتان آخرتان على الأرض، تسببتا بضرر الطائرة أيضًا، تلاها محاولة أخرى في 5 أبريل. حلق لنحو 6 أمتار فقط، أوقف بعدها المحرك وهبط، ألحق ضررًا طفيفًا بالهيكل السفلي. نفّذ بعدها المزيد من التجارب، كان آخرها في 19 أبريل، انطلق بسرعة 50 كم بالساعة تقريبًا، أقلعت الطائرة عن الأرض، بالغ بلايريو بردة فعله حين بدأ الأنف بالارتفاع، وارتطمت الآلة بالأرض من جهة الأنف أولًا، وانقلبت حول نفسها. تحطمت إلى حد كبير، لكن بلايريو لم يتأذَّ، لحسن حظه الكبير. كان محرك الطائرة خلف مقعده مباشرةً، وكان محظوظًا جدًا بأنه لم يُسحق به.
تلا ذلك طائرة بلايريو السادسة، ذات تصميم الأجنحة المترادفة، اختُبرت أول مرة في 7 يوليو، فشلت الطائرة حينها بالارتفاع. كبّر بعدها بلايريو الأجنحة قليلًا، وفي 11 يوليو نُفذت رحلة قصيرة ناجحة لنحو 25 – 30 مترًا، ووصلت لارتفاع 2 متر تقريبًا. كانت هذه أول رحلة ناجحة فعلًا لبلايريو. نُفذت رحلات ناجحة أكثر في ذلك الشهر، وبحلول 25 يوليو تمكن من التحليق مسافة 150 مترًا. في 6 أغسطس تمكن من الوصول إلى ارتفاع 12 مترًا، لكن تفككت إحدى شفرات المراوح، ما أدى إلى هبوط قاس أضرّ بالطائرة. ركّب بلايريو بعدها محرك أنطوانيت في-16 بقدرة 37 كيلو واط. أظهرت الاختبارات في 17 سبتمبر تحسنًا مُذهلًا في الأداء: سرعان ما وصلت الطائرة لارتفاع 25 مترًا، توقف المحرك حينها فجأة وهبطت الطائرة بشكل لولبي سريع. تسلق بلايريو بيأس خارج مقعده وألقى بنفسه تجاه ذيل الطائرة. تقوَّم اتجاه الطائرة جزئيًّا ولم تهبط بشكل رأسي، ووصلت إلى الأرض بارتفاع أفقي تقريبًا. كانت إصاباته الوحيدة عبارة عن جروح طفيفة في الوجه، تسببت بها شظايا الزجاج من نظارته الواقية المكسورة. بعد هذا الاصطدام تخلى بلايريو عن الطائرة، مُركزًا على آلته التالية. 

## روابط خارجية
- لويس بلايريو على موقع الموسوعة البريطانية (الإنجليزية)
- لويس بلايريو على موقع إن إن دي بي (الإنجليزية)